# 台灣的主張
《臺灣的主張》（With the People Always in My Heart），中華民國前總統李登輝的著作，發表于1999年5月17日。該書涉及臺灣問題，定義中華民國在臺灣，呼籲民眾確認臺灣主體性，還認為中國應該要分割為西藏、新疆、內蒙、滿洲、華北、華南、臺灣七個部分，引起華人社會的关注。